# Geria restituta
Geria restituta är en fjärilsart som beskrevs av Walker 1858. Geria restituta ingår i släktet Geria och familjen nattflyn. Inga underarter finns listade i Catalogue of Life.